# Apple Remote Desktop
Apple Remote Desktop (アップル・リモート・デスクトップ、ARD) は、AppleのMac用リモート管理ソフトである。

## 概要
その前身はApple Network Assistant。Apple Remote Desktop(ARD)が2002年8月にリリースされた当初はCarbon化されたMac OS X対応のApple Network Assitant機能限定版ともいえる機能であった。2004年6月21日発表されたARD 2でVNCベースとなるとともにMac OS X専用ソフトとして生まれ変わった。2006年4月11日に発表されたARD 3では Mac OS X v10.4を活かす機能も搭載され、利便性の向上とともにパフォーマンスアップがはかられている。2007年10月18日リリースのARD 3.2からはMac OS X v10.5に、2009年8月21日リリースのARD 3.3からはMac OS X v10.6に対応している。
2015年1月27日、アイコンが（通称）フラットデザインとなったARD 3.8からは、OS X Mavericks~OS X Yosemite対応、Mac App Storeでのみの配布となり、無制限クライアント版が従来の57,000円から9800円へと大幅に値下げされた。従来のユーザに対しては、シリアル番号不要だがApple IDと関連付けされたRemote Desktop.appがアップデートとしてダウンロードされる仕組みとなった。それにより、複数のMacに管理ソフトをインストールすることができるようになった。ARD 3.9 (2017年2月21日) では、通信セキュリティ強化やTouch Barのサポートが追加され、OS X Yosemite 10.10.5以降の対応となった。
バージョン３以前のARDによる暗号化は、パスワード、マウスイベント、キーストロークのみで、画面やファイル転送は対応していなかった。これらの利用には、Apple自身が、VPNを推奨していた。ARD 3.0ではAES128bitが利用できるようになった。
2020年11月17日にリリースされたARD 3.9.4では、macOS Big SurとAppleシリコンを搭載したMacに対応した。
2024年12月12日にリリースされたARD 3.9.8では、macOS Sequoiaに対応した。